# Jermaine Johnson (Footballspieler)
Jermaine Curtis Johnson (geboren am 7. Januar 1999 in Eden Prairie, Minnesota) ist ein US-amerikanischer American-Football-Spieler auf der Position des Defensive Ends. Er spielt für die New York Jets in der National Football League (NFL). Zuvor spielte er College Football für Florida State und Georgia in der NCAA Division I Football Bowl Subdivision (FBS) und wurde im NFL Draft 2022 in der ersten Runde von den New York Jets ausgewählt.

## Frühe Jahre und College
Johnson wuchs in Eden Prairie, Minnesota auf und besuchte dort die Eden Prairie High School. In seiner letzten Saison konnte er 27 Tackles und acht Sacks verbuchen, für diese Leistung wurde in das All-State Team berufen. Nach der Highschool durfte er jedoch nicht College Football in der Division I der NCAA spielen, da seine Noten zu schlecht waren.
Daher besuchte Johnson 2017 und 2018 das Independence Community College in Independence, Kansas und spielte dort für die Footballmannschaft. Dort wurde er in der dritten Staffel der Netflix-Serie Last Chance U gezeigt. Nachdem sich seine Noten verbesserten, durfte er in der Division I College Football spielen. Er galt als der beste Spieler von einem Community College und entschied sich für die Georgia Bulldogs der University of Georgia, obwohl er unter anderem auch Angebote von Oregon und Oklahoma erhielt. In seiner ersten Saison für Georgia spielte er in allen Spielen und konnte 2,5 Sacks erzielen. Dabei wurde er hauptsächlich bei 3rd-Down eingesetzt. In der nächsten Saison verbesserte er sich und konnte mit vier Sacks die drittmeisten Sacks des gesamten Teams erzielen.
Aufgrund der COVID-19-Pandemie erhielten alle Spieler für die Saison 2020 ein weiteres Jahr der Spielberechtigung durch die NCAA. Für seine letzte Saison entschied er sich, an die Florida State University zu wechseln und für die Seminoles zu spielen. Dort war er überaus erfolgreich, bereits in seinem ersten Spiel konnte er bei der 38:41-Niederlage gegen Notre Dame in Overtime sieben Tackles und 1,5 Sacks erzielen. Sein bestes Spiel hatte er beim 31:28-Sieg gegen den Rivalen Miami, als er sieben Tackles, davon fünf für einen Raumverlust, und drei Sacks erzielte. Am Ende des Jahres wurde er deutlich als ACC Defensive Player of the Year ausgezeichnet und das First-Team All-ACC gewählt. In der Saison 2021, die für Florida State mit einer Bilanz von 5–7 enttäuschend verlief, war er einer der wenigen Spieler, die eine gute Leistung zeigten. Nach der Saison nahm er am Senior Bowl 2021 teil und konnte dort mit guten Leistungen überzeugen.

## NFL
Johnson wurde im NFL Draft 2022 in der ersten Runde mit dem 26. Pick von den New York Jets ausgewählt, welche den Pick über einen Trade von den Tennessee Titans erhielten. Am 16. Mai unterschrieb er einen Vierjahresvertrag mit einer Teamoption für ein fünftes Jahr.